# Ángel Viñas
Ángel Viñas   (Madrid, 2 de març de 1941) és un economista, diplomàtic, catedràtic i historiador espanyol, notable pels seus estudis sobre l'Or de Moscou. Doctor en Ciències Econòmiques, es va formar a Madrid, a la Universitat d'Hamburg, a la de Glasgow i a la Lliure de Berlín. Ha estat catedràtic d'Economia Aplicada i d'Història a diferents universitats (València, Alcalá de Henares, UNED i Complutense), així com professor de l'Escola Diplomàtica i membre de la junta de govern de la mateixa.

## Biografia
Va ingressar per oposició al Cos Superior de Tècnics Comercials i Economistes de l'Estat el 1968, amb el número u de la seva promoció. Després d'uns mesos al Ministeri de Comerç, com a cap de secció de les zones de lliure canvi, va passar a llocs de lliure designació o confiança: al Fons Monetari Internacional a Washington (1969-70) i com a tercer conseller comercial (llavors agregat comercial) a l'ambaixada a Bonn (1971-1973). Aquest darrer any va defensar la seva tesi doctoral sobre els antecedents econòmics, polítics i comercials de la intervenció alemanya a la Guerra Civil. Enrique Fuentes Quintana, director de l'Institut d'Estudis Fiscals i futur vicepresident del Govern, el 1974 li va encarregar l'estudi de l'assumpte de l'Or de Moscou. El llibre L'or espanyol a la guerra civil (Institut d'Estudis Fiscals, 1976) va ser retingut per la Secretaria General Tècnica del Ministeri d'Hisenda, a instàncies del d'Exteriors, i no es va desbloquejar fins a l'any següent, després de les primeres eleccions democràtiques. Posteriorment va seguir investigant sobre el tema i va ser un dels primers historiadors espanyols a treballar als arxius de l'extinta Unió Soviètica per situar l'operació de venda de l'or en el context de la internacionalització de la guerra civil. Tot i la seva participació en l'oposició al franquisme i la significació d'alguns dels seus companys, aquesta experiència el va portar a no contemplar el seu ingrés al principal partit organitzador d'aquesta oposició, el Partit Comunista d'Espanya.
Doctorat en Ciències Econòmiques, es va formar a Madrid, a la Universitat d'Hamburg, de Glasgow i la Lliure de Berlín. Ha estat catedràtic d'Economia Aplicada i professor d'Història a diferents universitats. Durant el règim franquista va ser tècnic comercial i economista de l'Estat (des de 1968),
El 17 de setembre del 2017 va ser el segon a la llista de professors universitaris, després de Fernando Savater, que van signar el manifest, Parar el golpe. 500 profesores en defensa de la democracia constitucional, que va ser fet públic deu dies després que la majoria independentista del Parlament de Catalunya aprovés entre els dies 6 i 7 de setembre la Llei del referèndum d'autodeterminació de Catalunya i la Llei de Transitorietat, que trencaven amb la legalitat constitucional i estatutària i que van ser immediatament suspeses (i més tard anul·lades) pel Tribunal Constitucional. Al manifest s'exigia al Govern de Mariano Rajoy que impedís «la celebració d'un fals referèndum il·legítim i il·legal, posant a disposició de la justícia els responsables d'aquest atropellament a la democràcia i fent que hi recaigui tot el pes de la llei».

## Obres més destacades
- La Alemania nazi y el 18 de julio: antecedentes de la intervención alemana en la guerra civil española.  Madrid: Alianza Editorial, 1974.[8]
- El oro español en la Guerra Civil.  Instituto de Estudios Fiscales, 1976.[9]
- El Oro de Moscú: Alfa y omega de un mito franquista.  Barcelona: Ediciones Grijalbo, 1979.[10]
- Los pactos secretos de Franco con Estados Unidos: Bases, ayuda ecónomica, recortes de soberanía.  Barcelona: Grijalbo, 1981.[11]
- Guerra, dinero, dictadura. Ayuda fascista y autarquía en la España de Franco.  Barcelona: Editorial Crítica, 1984.[12]
- Armas y economía.  Barcelona: Editorial Fontamara, 1984.[13]
- Franco, Hitler y el estallido de la guerra civil: antecedentes y consecuencias.  Madrid: Alianza Editorial, 2001.[14]
- En las garras del águila. Los pactos con Estados Unidos de Francisco Franco a Felipe González, 1945–1995.  Barcelona: Crítica, 2003.[15]
- Al servicio de Europa. Innovación y crisis en la Comisión Europea.  Madrid: Ediciones Complutense, 2005.[16]
- La soledad de la República. El abandono de las democracias y el viraje hacia la Unión Soviética.  Barcelona: Crítica, 2006.[17][18]
- El escudo de la República. El oro de España, la apuesta soviética y los hechos de mayo de 1937.  Barcelona: Crítica, 2007.[18]
- El honor de la República. Entre el acoso fascista, la hostilidad británica y la política de Stalin.  Barcelona: Crítica, 2009.[19]
- La conspiración del general Franco y otras revelaciones acerca de una guerra civil desfigurada.  Barcelona: Crítica, 2011.[20]
- La República en Guerra. Contra Franco, Hitler, Mussolini y la hostilidad británica.  Barcelona: Crítica, 2012.[21]
- Las armas y el oro. Palancas de la guerra, mitos del franquismo.  Pasado & Presente, 2013.[22]
- La otra cara del caudillo. Mitos y realidades en la biografía de Franco.  Barcelona: Crítica, 2015.[14]
- Sobornos. De cómo Churchill y March compraron a los generales de Franco.  Barcelona: Crítica, 2016.[23]
- ¿Quién quiso la Guerra Civil? Historia de una conspiración.  Barcelona: Crítica, 2019.